# Гордимер, Надин
Нади́н Го́рдимер (англ. Nadine Gordimer; 20 ноября 1923, Спрингс, провинция Трансвааль — 13 июля 2014, Йоханнесбург) — южноафриканская англоязычная писательница. Лауреат Нобелевской премии по литературе 1991 года, «которая своим великолепным эпосом принесла огромную пользу человечеству». Член Африканского национального конгресса и активный борец против режима апартеида.

## Биография
Надин Гордимер родилась 20 ноября 1923 года в маленьком шахтёрском посёлке Спрингс, неподалёку от Йоханнесбурга, в еврейской семье. Её отец, часовщик и впоследствии ювелир Айзек-Вольф (Исидор) Гордимер (1887—1962), иммигрировал в Южно-Африканский Союз в тринадцатилетнем возрасте из Жагор Шавельского уезда Ковенской губернии, а мать, Ханна Гордимер (урождённая Майерс, 1897—1973), — в шестилетнем возрасте из Лондона. У неё была старшая сестра Бетти Аделаида (в замужестве Вольф, 1920—2000).
Находившуюся, по её выражению «по благоприятную сторону цветового барьера», Надин отдали в начальную школу только для белых при монастыре Божией Матери Милосердной. Писать она начала в девятилетнем возрасте, но в десять лет у неё обнаружили заболевание сердца и Надин начала заниматься с домашним учителем. В 1939 году, в 16 лет, выходивший в Йоханнесбурге журнал «Форум» напечатал её первый рассказ «Завтра приходи снова». По окончании школы начала учиться в университете Витватерсранда, но оставила его для занятия литературной деятельностью.
В 1940—1950-х годах в ЮАР утверждался апартеид, росла расовая дискриминация, были запрещены браки между людьми различного цвета кожи. Сама писательница вспоминала, что в детстве воспринимала «собственную белую кожу» как признак преимущества, и только впоследствии как будто пережила второе рождение. Гордимер не могла прямо выступать против апартеида, она описывала людей своей среды, средний класс страны, давала психологический срез общества. Она писала, что «писатель должен быть писателем… Я никогда не принадлежала к политической партии. Моя война носит личный характер», однако со временем произведения Гордимер становились более актуальными и социально значимее.
Первый сборник рассказов Гордимер «Лицом к лицу» увидел свет в 1949 году, а в 1953 году вышел её первый роман «Лживые дни», где молодая героиня Хелен проходит такую же эволюцию, как и писательница. Творчество Гордимер отразило всю сложность общественно-политических обстоятельств, характерных для Южной Африки, хотя Гордимер всегда подчёркивала, что не была рупором политических идей. В романе «Лживые дни» Гордимер показала жизнь родного городка не в традициях экзотических произведений европейских писателей об Африке, а в её подлинности.
Роман «Земля чужестранцев» 1958 года — многоплановая картина йоханнесбургского общества середины 1950-х годов, увиденная глазами молодого англичанина-журналиста Тоби Ходда. Роман «Любовь по случаю» 1963 года, рассказывающий о бегстве героя от жестокости мира в свою личную, изолированную жизнь, был в течение многих лет запрещён к изданию в ЮАР.
В 1964 году Гордимер вместе с журналистом Энтони Сэмпсоном участвовала в подготовке защитной речи Нельсона Манделы «Я готов к смерти» на суде по обвинению в государственной измене. Гордимер вела записи процесса, чтобы опубликовать их за границей. Однако все их старания не спасли Манделу от заключения. В тюрьме он писал: «Я читаю все незапрещённые романы Надин Гордимер и узнаю много нового о либеральной чувствительности белых».
Роман «Потерянный буржуазный мирок» 1966 года в полной мере отразил нарастающее в Гордимер чувство одиночества и изоляции. В течение некоторого времени этот роман также находился под запретом в ЮАР. В романе «Почётный гость» 1970 года, награждённом премией памяти Джеймса Тейта Блэка 1971 года, исследуется своеобразие африканского социализма в недавно ставшем независимым государстве чернокожих (по всей вероятности, имеется в виду Замбия). А в романе «Хранитель» 1974 года, лауреате Букеровской премии — напротив, интонации ещё более пессимистичны, чувство изоляции ещё более очевидно, реальность переплетается с мотивами зулусского мифа, в результате чего у Гордимер впервые возникает видение Африки без белых. Роман «Дочь Бургера» 1979 года также подвергался цензурному преследованию, во многом из-за того, что главная героиня Роза Бургер после некоторых сомнений продолжает дело своего отца, мученически убитого председателя коммунистической партии.
Мировую известность получил роман «Народ Джулая» 1981 года. В центре сказания — семья архитектора Смайзла. Бежав из Йоханнесбурга в деревню, семья живёт у собственного слуги. Глубоко психологически Гордимер показывает отношения между жителями села и белой семьёй, анализирует социальную и культурную бездну между ними. Потом вышли романы «Игрушка природы» 1987 года, «Сказание моего сына» 1990 года; среди сборников рассказов выделяются «Шесть футов земли» 1956 года, «След Пятницы» 1960 года, «Не подлежит оглашению» 1965 года, «Спутники Ливингстона» 1971 года, «Наверняка в понедельник» 1976 года, «Объятия солдата» 1980 года, роман «Июльские люди» 1981 года, сборник рассказов «Где-то совсем близко» 1984 года и два других романа — «Забавы природы» 1987 года и «История моего сына» 1990 года вновь подтверждают верность Гордимер своей постоянной теме — проблемам жизни в ЮАР. В 1987 году Гордимер содействовала созданию Конгресса южноафриканских писателей, большинство членов которого — чернокожие.
Как-то Гордимер заметила, что все её произведения составляют единую книгу. И романы, и десятки её рассказов пронизывает как тема расизма, так и осуждение эгоизма и разобщённости между людьми, бездуховности и нетерпимости.
Несколько раз Гордимер выдвигали на Нобелевскую премию по литературе. В 1991 году Нобелевская премия наконец была присуждена Надин Гордимер, которая своим «великолепным эпическим творчеством, говоря словами Альфреда Нобеля, принесла огромную пользу человечеству». Сборник «Прыжок» и другие рассказы (1991), вышедший вскоре после вручения Гордимер Нобелевской премии, включает рассказы, с разных сторон трактующие любимые темы писательницы, разнообразие манеры письма свидетельствует о виртуозности её техники «малого жанра».
В романе «Рядом со мной — никого» 1994 года Гордимер рассказывает историю Веры Старк, полностью посвятившей свою жизнь политике в надежде таким способом лучше понять самое себя. Роман «Домашнее ружьё» 1998 года некоторые критики назвали «триллером из жизни высших эшелонов власти». В 1999 году вышла книга «Жизнь в надежде и в истории: Заметки о нашем веке», куда вошли статьи и лекции Гордимер по проблемам литературы, культуры, правам человека и о её работе и жизни в ЮАР. В романе «Случайное знакомство» 2001 года изображена любовь дочери богача и нелегального арабского иммигранта.
Её последний роман «Сейчас самое подходящее время» был опубликован в 2012 году и рассказывает о жизни ветеранов движения против апартеида в современной ЮАР. Романы, рассказы и статьи Надин Гордимер, обладательницы многих почётных званий и наград, переведены на 40 языков мира. На русском языке выходили только сборники рассказов, наиболее крупный — «Избранное», М.: Художественная литература, 1989. В последние годы писательница оказывала поддержку программам по борьбе со СПИДом.

### Личная жизнь
Первый брак (1949—1952) — Джеральд Гавронский (1924—2008), дантист, профессор ортодонтии Университета Витватерсранда, автор монографии «The Transitional Dentition of Cercopithecus Aethiops with Special Reference to the Mandibular Anterior Teeth» (1980); в этом браке родилась дочь — Ориана (англ. Oriane Phoebe Gavronsky, род. 1950).
Второй брак (1954) — Рейнхольд (Рейнхардт Ханс) Кассирер (1908—2001), сын крупного германского промышленника Гуго Кассирера (именем которого названа Hugo-Cassirer-Straße в Берлине), племянник невролога Рихарда Кассирера, галериста Пауля Кассирера и промышленника Альфреда Кассирера, двоюродный племянник философа Эрнста Кассирера, психиатра Курта Гольдштейна и галериста Бруно Кассирера; коллекционер искусства, галерист, основатель и генеральный директор южноафриканского филиала аукционного дома Сотбис; в этом браке родился сын Хьюго Кассирер (род. 1955) — нью-йоркский режиссёр-документалист.

### Смерть
Надин Гордимер скончалась вечером 13 июля 2014 года в возрасте 90 лет в своём доме в Йоханнесбурге в окружении детей — Хьюго и Орианы. В семье заявили, что «она очень переживала за Южную Африку, за её культуру, её народ и её долгую борьбу за создание новой демократии». Председатель Фонда Нельсона Манделы профессор Нджабуло Ндебеле сказал, что «она была великим писателем, патриотом и голосом равенства и демократии»

### Романы
- Лживые дни (англ. The Lying Days) (1953)
- Земля чужестранцев (англ. A World of Strangers) (1958)
- Любовь по случаю (англ. Occasion for Loving) (1963)
- Потерянный буржуазный мирок (англ. The Late Bourgeois World) (1966)
- Почётный гость[англ.] (англ. A Guest of Honour) (1970)
- Хранитель (англ. The Conservationist) (1974)
- Дочь Бургера (англ. Burger's Daughter) (1979)
- Народ Джулая (англ. July's People) (1982)
- Игрушка природы (англ. A Sport of Nature) (1987)
- Сказание моего сына (англ. My Son's Story) (1990)
- Рядом со мной — никого (англ. None to Accompany Me) (1994)
- Домашнее ружьё (англ. The House Gun) (1998)
- Случайное знакомство (англ. The Pickup) (2001)
- Жить (англ. Get a Life) (2005)
- Сейчас самое подходящее время (англ. No Time Like the Present) (1998)

### Сборники рассказов
- Лицом к лицу (англ. Face to Face) (1949)
- Любовники городские и деревенские (англ. Town and Country Lovers)
- Вкрадчивый голос змия (англ. The Soft Voice of the Serpent) (1952)
- Шесть футов родной земли (англ. Six feet of the Country) (1956)
- Какой ей быть, новой эре? (англ. Which New Era Would That Be?) (1956)
- След Пятницы (англ. Friday's Footprint) (1960)
- Не подлежит оглашению (англ. Not for Publication) (1965)
- Спутники Ливингстона (англ. Livingstone's Companions) (1970)
- Избранные рассказы (англ. Selected Stories) (1975)
- Нет другого такого места (англ. No Place Like: Selected Stories) (1978)
- Объятия солдата (англ. A Soldier's Embrace) (1980)
- Где-то совсем близко (англ. Something Out There) (1984)
- Заочный курс и другие истории (англ. Correspondence Course and other Stories) (1984)
- За мгновение до выстрела (англ. The Moment Before the Gun Went Off) (1988)
- Жили-были (англ. Once Upon a Time) (1989)
- Прыжок и другие рассказы (англ. Jump: And Other Stories) (1991)
- Почему ты не писал: Избранные рассказы 1950—1972 (англ. Why Haven't You Written: Selected Stories 1950-1972) (1992)
- Что-то на данный момент (англ. Something for the Time Being 1950-1972) (1992)
- Лут и другие рассказы (англ. Loot: And Other Stories) (2003)
- Бетховен был на одну-шестнадцатую чёрным (англ. Beethoven Was One-Sixteenth Black) (2007)
- Жизни: Истории (англ. Life Times: Stories) (2011)

### Пьесы
- Первый круг (англ. The First Circle); в сборнике «Шесть одноактных пьес южноафриканских писателей» (Six One-act Plays by South African Authors) (1949)

### Сборники эссе
- Чёрные переводчики (англ. The Black Interpreters) (1973)
- Что произошло с дочерью Бургера, или как действует южно-африканская цензура (англ. What Happened to Burger's Daughter or How South African Censorship Works) (1980)
- Необходимый жест: Письма, политика и места (англ. The Essential Gesture: Writing, Politics and Places) (1988); в соавторстве со Стивеном Клингманом
- Писательство и жизнь (англ. Writing and Being: The Charles Eliot Norton Lectures) (1995)
- Жизнь с надеждой и в истории (англ. Living in Hope and History) (1999)

### Прочие работы
- В шахтах (англ. On the Mines) (1973)
- Времена апартеида (англ. Lifetimes Under Apartheid) (1986)
- Выбор ради справедливости (англ. Choosing for Justice: Allan Boesak) (1983) (документальный, с Хьюго Кассирером)
- Берлин и Йоганнесбург: Стена и цветной барьер (англ. Berlin and Johannesburg: The Wall and the Colour Bar) (документальный, с Хьюго Кассирером)

### Адаптации работ Гордимер
- англ. The Gordimer Stories (1981—1982) — адаптация семи работ, Гордимер написала сценарии к четырём из них

### Обновлённые работы
- англ. Telling Tales (2004)
- англ. Telling Times: Writing and Living, 1950–2008 (2010)